# Änkedrottning
En änkedrottning är en regerande kungs i laggiltigt – ej i morganatiskt äktenskap – efterlämnade gemål. Hon åtnjuter predikatet majestät och intar plats näst efter den regerande kungen och hans gemål. Om det finns två olika änkedrottningar, så har änkan efter den senast regerande kungen företrädet. I äldre tider i Sverige anvisades änkedrottning till underhåll inkomsterna av ett visst område, så kallad livgeding. I Sverige hade också en del av änkedrottningarna titeln Riksänkedrottning, som Katarina Stenbock (1560) och Hedvig Eleonora (1660). Mellan juli 1859 och december 1860 fanns det två änkedrottningar i Sverige: Desideria och Josefina. Sverige har inte haft någon sedan december 1913, då änkedrottning Sofia avled, eftersom både Gustaf V och Gustaf VI Adolf överlevde sina hustrur.  
En kvinnlig monark, en regerande drottning, kan också bli änka, men inte en änkedrottning.